# شيلا ماكارثي
شيلا ماكارثي هي ممثلة كندية، ولدت في 27 يناير 1956 بتورونتو في كندا.

## أعمال

### أفلام
- (1990) موت قاسي 2[5][6][7]
- (2004) اعترافات ملكة الدراما المراهقة

### مسلسلات
- مسجد صغير على المرج

## وصلات خارجية
- شيلا ماكارثي على موقع IMDb (الإنجليزية)
- شيلا ماكارثي على موقع ألو سيني (الفرنسية)
- شيلا ماكارثي على موقع أول موفي (الإنجليزية)
- شيلا ماكارثي على موقع قاعدة بيانات الأفلام السويدية (السويدية)
- شيلا ماكارثي على موقع إن إن دي بي (الإنجليزية)
- شيلا ماكارثي على موقع قاعدة بيانات الفيلم (الإنجليزية)
- شيلا ماكارثي على موقع كينوبويسك (الروسية)